# Eragrostis nindensis
Eragrostis nindensis är en gräsart som beskrevs av Franciso Manoel Carlos de Mello de Ficalho och William Philip Hiern. Eragrostis nindensis ingår i släktet kärleksgrässläktet, och familjen gräs. Inga underarter finns listade i Catalogue of Life.